# 角田夏実
角田 夏実（つのだ なつみ、1992年8月6日 - ）は、日本の女子柔道選手。2024年パリ五輪48kg級金メダリスト。世界柔道選手権48kg級3連覇（2021年 - 2023年）。柔道グランドスラムで金メダルを通算6個獲得。2018年アジア大会52kg級および2022年アジア大会48kg級で金メダル。千葉県八千代市出身。東京学芸大学卒業。SBC湘南美容クリニック所属。

## 人物
身長161cm。バスト93cm。リーチ166cm。握力は右32kg、左34kg。血液型はA型。組み手は左組み。得意技は内股、巴投げ、寝技（とりわけ関節技）。
フリーアナウンサー兼気象予報士の角田智美は従姉妹にあたり、2024年10月10日放送､新潟ローカルの情報番組『夕方ワイド新潟一番』（テレビ新潟）内で両角田の共演が実現した。
声優の花澤香菜と風貌や雰囲気が似ていることがSNSを中心に話題となり、2024年8月27日放送、フジテレビのバラエティ番組『ぽかぽか』で花澤と対面を果たした。
IJF世界ランキングは5350ポイント獲得で3位（2024年4月1日現在）。
好きな漫画は『修羅の門』でバイブルと言う程影響を受けた。

## 経歴

### 高等学校卒業まで
小学校2年の時に接骨院を経営する父親の影響により、八千代警察署で柔道を始めた。その後、市内の河野道場でも稽古を積んだ。同学年よりも小柄だった小学生時代は大会で負けては泣き、「泣き虫なっちゃん」と呼ばれた。柔道の他には水泳にも取り組んだ。
私立八千代松陰中学校2年生の時に全国中学校柔道大会の44kg級に出場するが初戦で開始早々一本背負投で敗れた。この敗戦がきっかけで近所の千葉県立八千代高等学校でも稽古に勤しむことになった。そのうち全国大会常連の八千代高校へ進みたいと思うようになり、3年生の時に八千代市立勝田台中学校へ転校した。
希望通り八千代高校体育科へ進むと、2年の時にインターハイ52kg級準決勝で福岡県久留米市立南筑高等学校3年生の谷本和に技ありで敗れるも3位となった。高校選手権では5位だった。3年の時にはインターハイでも5位にとどまった。これ以上柔道を続けたくなかったので、ケーキ屋になるための専門学校に進むことも考えたが、顧問に叱責されたこともあって柔道の強化を始め出した東京学芸大学へ進学した。

### 大学生時代
大学では柔道のみならずサンボや柔術の試合にも出ていた卒業生の影響で、関節技を始めとした寝技に重点を置くこととなった。3年生で出場した団体戦「全日本学生柔道優勝大会」の女子3人制の部で、東京学芸大学の優勝に貢献した。また、同年の2013年度全日本学生体重別の女子52kg級で、東京学芸大学の選手として初優勝した。国体成年女子の部でも千葉県チームの優勝に貢献した。講道館杯では5位だった。4年生の時（2014年）には国体成年女子の部で2連覇した。しかし、この頃に右膝を負傷（前十字靱帯を断裂）した影響で講道館杯では初戦で敗退し、強化選手から外れた。

### 2015年
東京学芸大学G類生涯スポーツ専攻を卒業して、学校法人了徳寺学園の職員（実業団柔道部員）となったが、負傷していた膝を手術した。このため、この年はリハビリと練習に専念した。「クビになる」が口癖になるほどの重圧に苦しんだが、この経験が転機となり「自分は本当に柔道が好き」なのだと気づくようになった。

### 2016年
実業個人選手権では決勝でコマツの橋本優貴に合技で敗れて2位だった。講道館杯では準々決勝で橋本を有効で破るなどして決勝まで進むと、福岡大学2年の立川莉奈を指導2で破って初優勝した。12月のグランドスラム・東京では決勝まで進むと、夙川学院高校1年の阿部詩を腕挫十字固で破ってIJFワールド柔道ツアー初優勝した。

### 2017年
2月のグランドスラム・パリでは決勝でオリンピックチャンピオンであるコソボのマイリンダ・ケルメンディに技ありで敗れたが、「自分の柔道を出せば（世界で）通用するという希望も持てた」と前向きのコメントを発した。4月の体重別では決勝で同じ所属の1年後輩である志々目愛にGSに入った直後に大外刈で技ありを取られて2位に終わったが、世界選手権代表に選出された。6月のグランプリ・フフホトは左膝外側側副靱帯損傷のため欠場。8月の世界選手権では準々決勝でブラジルのエリカ・ミランダをGSに入ってから巴投げで破るなどオール一本勝ちで準決勝まで進むと、イスラエルのギリ・コーヘンから技あり2つを取って快勝するが、決勝ではケルメンディを破った志々目と同門対決になると、指導2を先取しながら内股で逆転負けを喫して2位だった。12月のグランドスラム・東京では準々決勝でフランスのアマンディーヌ・ブシャールに技ありを2つ取られて敗れると、敗者復活戦でも志々目に反則負けを喫して7位に終わった。続くワールドマスターズでは準々決勝でブラジルのジェシカ・ペレイラに指導2で敗れると、敗者復活戦でもコソボのディストリア・クラスニキに技ありで敗れてまたも7位だった。

### 2018年
2月のグランドスラム・パリでは準決勝で地元のブシャールに反則負けすると、3位決定戦でもクラスニキに技ありで敗れて5位だった。4月の体重別では準決勝で阿部を巴投げで破ると、決勝でも志々目をGSに入ってから巴投げの技ありで破って今大会初優勝した。この際に、「（巴投げは）練習では全然かからなくて一時は封印していたが、やっぱり自分のいちばんの技だと思う」とコメントした。なお、世界選手権代表には選ばれなかったが、アジア大会代表に選ばれた。8月のグランプリ・ブダペストでは準決勝でルーマニアのアンドレア・キトゥに反則勝ちすると、決勝ではベルギーのシャルリーヌ・ファンスニックをGSに入ってから小内刈で破るなどオール一本勝ちで優勝した。続くアジア大会でも決勝で韓国の朴多率を腕挫十字固で破るなどオール一本勝ちで優勝した。11月のグランドスラム・大阪では準決勝でブシャールを合技で破るも、決勝では過去3戦全勝の阿部にGSに入ってから反則負けして2位だった。12月のワールドマスターズでは準決勝でロシアのナタリア・クジュティナ、決勝でブシャールをそれぞれ技ありで破って優勝した。

### 2019年・階級変更
2月のグランドスラム・パリでは準々決勝で技ありの勝利以外は全て一本勝ちするも、決勝で志々目にGSに入ってから反則負けした。なお、ライバルの阿部と志々目に関して次のように語っている。「阿部選手は勢いがあって伸びしろもある。戦うたびに（柔道が）変わっているので『若さって怖いな』と思う。（一つ年下の）志々目選手は高校時代から強い選手で、今戦っているのは不思議な気持ち。柔道が上手だし、強い」。4月の体重別では決勝で志々目を巴投の技ありで破って2連覇を果たした。7月のグランプリ・ザグレブでは準決勝まで全て一本勝ちすると、決勝では朴を巴投げの技ありで破って優勝した。9月の実業個人選手権には48kg級で出場すると、決勝で綜合警備保障の遠藤宏美に反則勝ちして優勝した。なお、減量が厳しいこともあって、本格的な階級変更には慎重な姿勢を示した。10月のグランドスラム・ブラジリアでは、準決勝でイタリアのオデッテ・ジュフリーダにGS含めて9分半近い戦いの末に反則負けを喫して3位に終わった。その後、階級を48kg級に下げて東京オリンピックを狙うことに決めた。11月の講道館杯では準々決勝で世界ジュニアチャンピオンである南筑高校3年の古賀若菜を腕挫十字固、準決勝で遠藤を合技で破ると、決勝では東海大学2年の渡邉愛子を巴投げで破るなどオール一本勝ちして、今大会52kg級に続く優勝を成し遂げた。グランドスラム・大阪では準々決勝で元世界チャンピオンであるモンゴルのムンフバット・ウランツェツェグを巴投げで破るが、準決勝でスペインのフリア・フィゲロアと対戦して右肩を負傷した影響もあり技ありで敗れたが、3位決定戦で同じスペインのミレイア・ラプエルタ・コマスを合技で破って3位になった。

### 2020年
1月のグランプリ・テルアビブでは決勝でフランスのシリヌ・ブクリを腕挫十字固で破ったのを始め、オール一本勝ちして優勝した。2月、開催が2021年に延期された2020年東京オリンピックの代表選考に漏れて引退を考えたが、2015年から角田を指導する今井優子コーチの説得で翻意した。3月にはグランドスラム・エカテリンブルグに出場予定だったが、新型コロナウイルスの影響により全柔連が選手派遣を取り止めたために出場しなかった。11月の講道館杯は初戦で48kg級に下げてきた福岡県警の立川莉奈に14分近い戦いの末に反則負けした。続いて、東京オリンピックの補欠に選ばれた。12月には全日本選手権に出場するも、2回戦で57kg級の選手である三井住友海上の玉置桃に反則負けした。

### 2021年
3月のグランドスラム・タシケントでは決勝でムンフバットに谷落で敗れて2位だった。4月の体重別では決勝で古賀を腕挫十字固で破って優勝した。これにより、世界選手権代表にも選出された。6月の世界選手権では準々決勝までの3試合を十字固めで勝利すると、準決勝ではクラスニキを合技で破った。2011年の世界選手権における浅見八瑠奈対福見友子以来、この階級10年ぶりとなった日本選手同士の決勝では、古賀を合技で破りオール一本勝ちで優勝した。12月には推薦で前年に続いて全日本選手権に出場すると、初戦で78kg超級の選手である環太平洋大学2年の田中里沙に反則勝ちする健闘を見せたが、2回戦で78kg級の選手である三井住友海上の梅津志悠に足車で敗れた。

### 2022年
2月のグランドスラム・パリでは準決勝で古賀を技ありで破ると、決勝ではモンゴルのバブードルジ・バーサンフーを合技で破って優勝した。4月の体重別では準決勝で立川を腕挫十字固で破るも、決勝ではパーク24の渡名喜風南に大内刈の技ありで敗れて2位だった。しかし、渡名喜とともに世界選手権代表には選ばれた。6月のグランドスラム・ウランバートルでは準決勝まで全て一本勝ちすると、決勝で地元モンゴルのガンバータル・ナランツェツェグが開始早々に立ち姿勢で脇固めを仕掛けてきたため、反則勝ちにより優勝した。10月の世界選手権では決勝でドイツのカタリナ・メンツを合技で破るなど、オール一本勝ちして今大会2連覇を果たした。12月のグランドスラム・東京では準決勝で立川に反則負けして3位だった。その後の強化委員会で2023年の世界選手権代表に決まった。

### 2023年
4月、所属する了徳寺大学柔道部が「SBC湘南美容クリニック柔道部」へ名称変更になった。5月の世界選手権では準決勝でブランディーヌ・ポンを片羽絞で、決勝でブクリを巴投げでそれぞれ破るなどオール一本勝ちして、日本の女子選手では田村亮子、阿武教子に続いて3人目となる世界選手権3連覇を達成した。6月には世界選手権で最大のライバルのブクリを破り3連覇を達成などの実績で2番手以下に大差を付けたと評価されて、2024年パリオリンピックの代表に阿部兄妹らと共に本番1年1カ月前という柔道界では史上最速で内定した。9月のアジア大会では決勝でカザフスタンのアビバ・アブジャキノワを腕挫十字固で破るなど全て一本勝ちして、前回大会の52kg級に続きアジア大会で2階級制覇を果たした。12月のグランドスラム・東京では決勝でフィゲロアを腕挫十字固で破るなど、全て関節技により一本勝ちして優勝した。

### 2024年・パリ五輪
3月のグランドスラム・アンタルヤでは膝の状態が芳しくなかったが、準決勝でアブジャキノワを変則の肩車で、決勝で地元トルコのシラ・エルシンを腕挫十字固で破るなど、5試合をオール一本勝ちで優勝した。
7月に迎えたパリオリンピックでは初戦と2回戦を腕挫十字固で一本勝ちすると、準々決勝ではブクリを巴投で破り、準決勝ではスウェーデンのタラ・バブルファトに手こずり7分近い戦いの末に反則勝ちを収めた。決勝では5月の世界選手権優勝のモンゴル選手バブードルジ・バーサンフーを技ありで破って、史上最年長となる31歳11ヶ月でオリンピック初優勝を飾るとともに、女子48kg級の日本人選手としては2004年のアテネオリンピックの谷亮子以来20年ぶりとなる金メダルをもたらした。なお、夏季オリンピックにおいて日本選手団が獲得した通算500個目のメダルとなった。パリオリンピック混合団体では決勝のフランス戦に出場すると、2階級上の銀メダリストであるサラ＝レオニー・シジクを巴投げで破るも、チームは2位にとどまった。

### 2025年
オリンピック以来の復帰戦となった2月のグランドスラム・バクーでは、決勝でバブルファトに反則勝ちするなどオール一本勝ちして優勝した。
6月の世界選手権の代表選考につながる4月の体重別にはエントリーしなかった。2月のGSで膝などの痛みが再発し、減量の期間が短いこともあって欠場を決断したと、3月22日に応じた取材で説明した。その後、世界選手権に出場する意向はないとの意思表示をしたため、代表には選ばれなかった。4月には体重無差別で争われる全日本選手権に53㎏の登録体重で出場すると、初戦で生光学園高校3年で90㎏の鋳山真菜実に判定勝ち、2回戦で金沢学院短大教員で76㎏の橋高朱里を有効で破るも、3回戦で70㎏級国内トップレベルの1人であるJR東日本の寺田宇多菜に0－3の判定で敗れて、ベスト8進出はならなかった。

## 戦績
52kg級での戦績
- 2009年 - インターハイ 3位
- 2010年 - 高校選手権 5位
- 2010年 - インターハイ 5位
- 2013年 - 学生体重別 優勝
- 2013年 - 国体成年女子の部 優勝
- 2013年 - 講道館杯 5位
- 2014年 - 国体成年女子の部 優勝
- 2016年 - 実業個人選手権 2位
- 2016年 - 講道館杯 優勝
- 2016年 - グランドスラム・東京 優勝
- 2017年 - グランドスラム・パリ 2位
- 2017年 - 体重別 2位
- 2017年 - 世界選手権 2位
- 2017年 - グランドスラム・東京 7位
- 2017年 - ワールドマスターズ 7位
- 2018年 - グランドスラム・パリ 5位
- 2018年 - 体重別 優勝
- 2018年 - グランプリ・ブダペスト 優勝
- 2018年 - アジア大会 優勝
- 2018年 - グランドスラム・大阪 2位
- 2018年 - ワールドマスターズ 優勝
- 2019年 - グランドスラム・パリ 2位
- 2019年 - 体重別 優勝
- 2019年 - グランプリ・ザグレブ 優勝

48kg級での戦績
- 2019年 - 実業個人選手権 優勝
- 2019年 - グランドスラム・ブラジリア 3位(52kg級)
- 2019年 - 講道館杯 優勝
- 2019年 - グランドスラム・大阪 3位
- 2020年 - グランプリ・テルアビブ 優勝
- 2020年 - 講道館杯 7位
- 2021年 - グランドスラム・タシケント 2位
- 2021年 - 体重別 優勝
- 2021年 - 世界選手権 優勝
- 2022年 - グランドスラム・パリ 優勝
- 2022年 - 体重別 2位
- 2022年 - グランドスラム・ウランバートル 優勝
- 2022年 - 世界選手権 優勝
- 2022年 - グランドスラム・東京 3位
- 2023年 - 世界選手権 優勝
- 2023年 - アジア大会 優勝
- 2023年 - グランドスラム・東京 優勝
- 2024年 - グランドスラム・アンタルヤ 優勝
- 2024年 - 2024年パリオリンピック 優勝[82]
- 2024年 - パリオリンピック混合団体 2位
- 2025年 - グランドスラム・バクー 優勝

（出典、JudoInside.com）

## 栄典・受賞歴
- 紫綬褒章（2024年11月[89]）
- 千葉県県民栄誉賞（2024年10月[90]）
- 八千代市市民栄誉賞特別賞（2024年11月[91]）
- 東京学芸大学栄誉教授（2024年11月[92]）
- 日本プロスポーツ大賞 敢闘賞（2025年[93]）
- テレビ朝日ビッグスポーツ賞（2025年[94]）、同 特別賞（2023年[95]、2024年[96]）
- 東京運動記者クラブ柔道分科会 表彰選手（2025年3月[97]）
- ネイルオブザイヤー2024（2024年11月[98]）

## 出演

### テレビ番組
- アスリートDays（2024年1月28日・8月29日、BS-TBS）[99][100]
- バース・デイ（2024年10月13日、TBS）[101]
- 出川哲朗の充電させてもらえませんか?（2024年11月30日、テレビ東京）[102]
- チバジン what a beautiful life（2025年1月1日、千葉テレビ）[103]
- 爆笑レッドカーペット ～真夏のオール新ネタ60連発!大復活SP～（2025年8月11日、フジテレビ）[104]

### テレビCM・広告
- オンワード樫山「23区」（2024年11月25日 - 12月1日）[105]
- ローソン（2024年12月8日 - ）[106][映像 5]

### PV
- ゆうちゃみ『あなたに捧げる応援歌』（2024年10月30日）[107][映像 6]

### 映像
1. ↑  日本BS放送 (2023年10月2日). “【BS11】女子52kg級決勝　東京学芸大学 角田夏実 vs 龍谷大学 田中千暁「2013年度全日本学生柔道体重別選手権大会」”. YouTube 全国無料TV BS11. 2024年9月23日閲覧。
2. ↑  全日本柔道連盟 (2022年11月5日). “【公式限定インタビュー付】48㎏級金メダル 角田夏実 選手 2022世界選手権タシケント大会PlayBack！”. YouTube 全柔連TV. 2024年8月25日閲覧。
3. ↑  日本テレビ (2024年7月29日). “【柔道女子48キロ級決勝】角田夏実 金メダル獲得！日本人メダル第1号｜パリオリンピック™”. YouTube 日テレスポーツ【公式】. 2024年8月25日閲覧。
4. ↑  日本テレビ (2024年8月4日). “【柔道混合団体決勝】角田夏実 2階級上を巴投げで一本🔥｜パリオリンピック™”. YouTube 日テレスポーツ【公式】. 2024年8月25日閲覧。
5. ↑  マイナビ (2024年12月6日). “柔道・角田夏実、CM初挑戦！巴投げ披露も「私下手くそかも…？」『ローソン』新CM＆メイキング・インタビュー映像公開”. YouTube マイナビニュース【エンタメ・ホビー】. 2025年2月15日閲覧。
6. ↑  ソニー・ミュージック (2024年10月22日). “ゆうちゃみ「あなたに捧げる応援歌」Music Video”. YouTube Sony Music (Japan). 2024年12月6日閲覧。